# Rohrpost in Hamburg

Stempel der Hamburger Rohrpost mit 10-Minuten-Angabe

Die Hamburger Stadtrohrpost wurde am 1. Februar 1887 in Betrieb genommen und erreichte bis zum Beginn des Zweiten Weltkrieges eine Gesamtausdehnung von 43 Kilometern. Ende der 1930er Jahre beförderte sie täglich rund 3000 Telegramme und Eilbriefe. Bei den Luftangriffen auf Hamburg schwer beschädigt, wurde das Netz nach dem Krieg nur langsam wieder repariert und teilweise sogar erweitert, während andere Strecken stillgelegt wurden. Ab 1960 wurde es durch eine Großrohrpost-Pilotanlage ergänzt. Wegen mangelnder Wirtschaftlichkeit wurden beide Systeme 1976 stillgelegt und größtenteils zurückgebaut.

## Geschichte

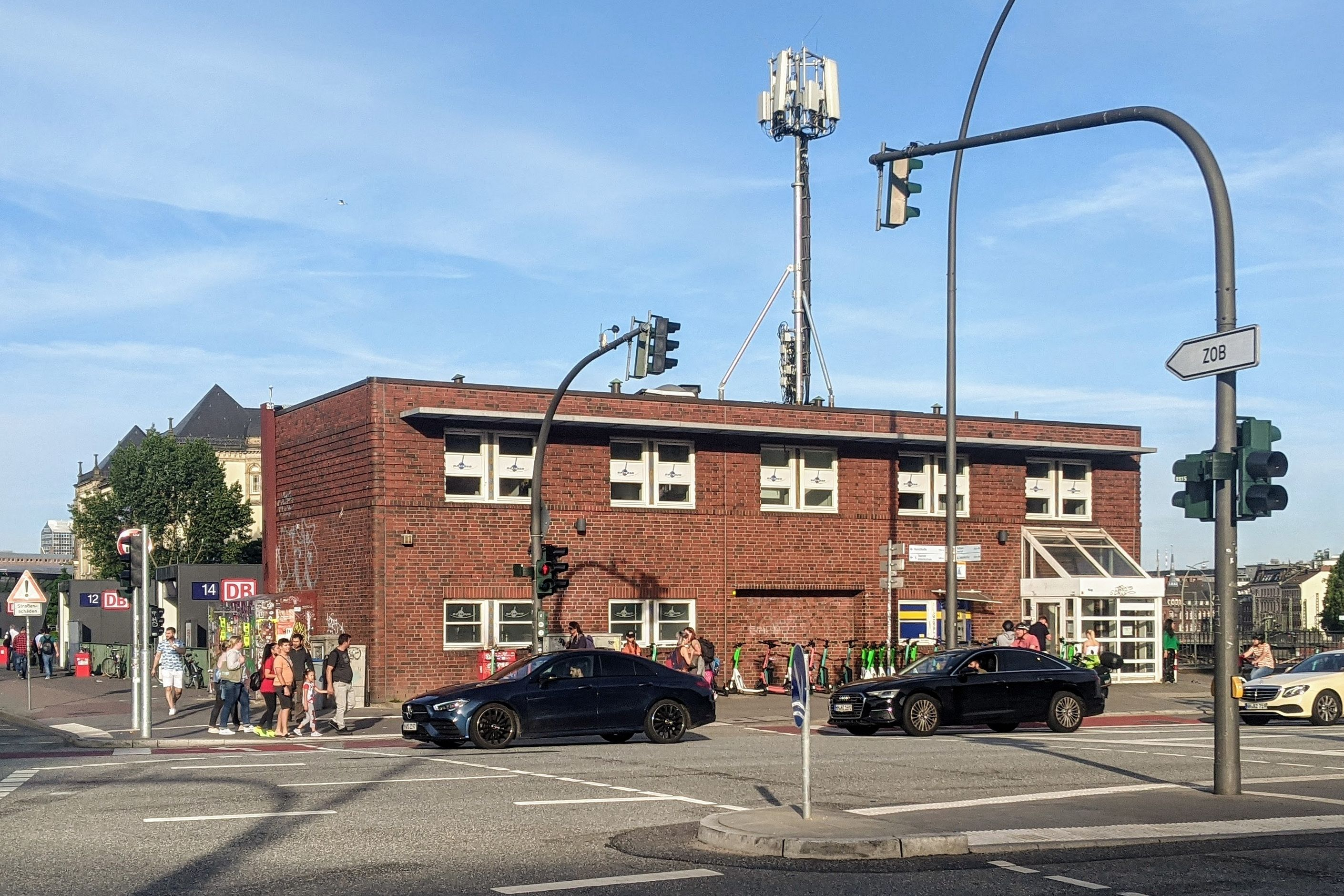
Ehemaliger Eilpostpavillon am Hauptbahnhof, zugleich ein wichtiger Knotenpunkt der Hamburger Stadtrohrpost

Die erste Strecke verband wie zuvor schon in London und anderen Städten das Haupttelegrafenamt am Gorch-Fock-Wall mit der Börse am Adolphsplatz, um Börsennachrichten aus aller Welt schnellstmöglich zu den Händlern zu befördern. 1912 erreichte das Hamburger Rohrpostnetz eine Gesamtlänge von 19,5 km. Bereits 1907 war das Postamt im neuen Hauptbahnhof angeschlossen worden, ebenso das benachbarte Bahnpostamt am Hühnerposten sowie der Eilpostpavillon an der Ecke Steintordamm/Steintorwall (heute als Metronom-Verkaufsstelle genutzt). Dieser diente zugleich als zentrale Entladestelle für die im Stadtgebiet verkehrenden Straßenbahn-Briefkästen und verfügte über eine Tunnelverbindung zu den Fernbahnsteigen, durch die die Eilpostsäcke über Aufzüge direkt zu den abgehenden Zügen transportiert wurden und umgekehrt. In den 1920er Jahren erhielt der Pavillon eine eigene Rohrpostverbindung zum Haupttelegrafenamt.
Der geplante und z. T. bereits in Angriff genommene Netzausbau bis zum Flughafen kam wegen des Kriegsbeginns nicht mehr zustande, stattdessen erlitt das Rohrpostnetz ab 1941 zunehmende Bombenschäden, insbesondere nach den verheerenden Luftangriffen im Sommer 1943 war das Netz faktisch zusammengebrochen und kam nach dem Krieg nur zögerlich wieder in Gang. Erst 1961 erreichte der Netzumfang mit 40 km annähernd wieder Vorkriegsniveau, im gleichen Jahr wurde auch das Postscheckamt am Rödingsmarkt/Alter Wall angeschlossen.
Stempel des Hamburger Telegraphenamtes (Inschrift Eilbriefe, Zug 1 etc.) wurden frühzeitig auf einen 10-Minuten-Takt eingestellt, weil neben der Rohrpost vor allem auch ein Netz von mit Briefkästen ausgerüsteten Straßenbahnen existierte, welche im Takt des Straßenbahnfahrplanes Postsendungen zur weiteren Verarbeitung anlieferten, deren pünktliche Bearbeitung zu dokumentieren war. Diese Straßenbahnlinien leisteten für die Postkunden Funktionen der Rohrpost dort, wo keine Rohrpostlinien vorhanden waren.
Man konnte Eilbriefe ohne weiteren Zuschlag und gewöhnliche Sendungen mit einem Zuschlag von 5 Pfennig in den Straßenbahnbriefkasten werfen. Diese Sendungen (vor allem Eil- und Luftpostsendungen) wurden dann gemäß den zu erreichenden Anschlüssen ggf. per Rohrpost weiterbefördert. Somit kommen Postsendungen vor, welche gleichermaßen Stempel der Hamburger Rohrpost wie auch der Straßenbahnpost aufweisen.

### Fallstudie: Eilsendung Oslo–Hamburg

Auslandsbrief per Luftpost, Eilboten und Einschreiben aus Oslo nach Hamburg vom 30. Januar 1942

Stempel der Hamburger Rohrpost und der Straßenbahnpost auf der Rückseite

Im Falle des abgebildeten Briefes handelt es sich um ein Auslands-Einschreiben aus Norwegen per Luftpost und Eilboten. Aus den Beförderungs- und Behandlungsvermerken auf Vorder- und Rückseite des Briefes kann sein Weg von Oslo an den Empfänger in Hamburg rekonstruiert werden.
Zunächst wurde der Brief der zuständigen Zensurstelle für den Auslandsbriefverkehr in Berlin zugeführt. Klebebanderolen, rote Zensurstempel sowie vorderseitige Zifferngruppen belegen die Behandlung durch die Zensur. Dann wurde der Brief dem Zollamt in Berlin vorgelegt, das ihn für die weitere Beförderung freigab.
In der Nacht vom 2. auf den 3. Februar 1942 erreichte der Brief dann Hamburg und wurde in der ersten Stunde des Tages mit dem Rohrpost-Minutenstempel des Telegraphenamtes Hamburg versehen. Von da aus wurde er zum Postamt Hamburg 1 weiterbefördert, wo er von der Briefentkartung um 8 Uhr morgens rückseitig gestempelt wurde. Es erfolgte der Rücktransport zum Telegraphenamt zwecks Zuführung zur Eilzustellung, wobei die Bearbeitung dort durch den schwer lesbaren rückseitigen Abschlag eines Stempels des TA dokumentiert wird.
Um 11:30 Uhr jedoch, was durch den rückseitigen Abschlag des Rohrpost-Minutenstempels belegt wird, wurde der Brief vom Telegraphenamt erneut zum Postamt Hamburg 1 geschickt, da der Adressat im Zuständigkeitsbereich dieses Postamtes wohnte oder arbeitete. Es ist wahrscheinlich, dass der Brief deshalb zum Postamt Hamburg 1 weiterbefördert wurde, weil er damit eher in die nächste gewöhnliche Zustellung kam, als wenn man auf den Start des Eil- und Telegrammboten zur nächsten Zustellfahrt gewartet hätte.
Der Brief wurde offensichtlich per Straßenbahnbriefkasten oder mit der Straßenbahn mitgeschicktem Postsack wieder zum Postamt Hamburg 1 befördert, denn er wurde schon in Stunde 12 von der für den Inhalt der Straßenbahnbriefkästen zuständigen Stelle im Postamt weiterverarbeitet, worauf der rückseitige Stempelabschlag Hamburg 1 Strassenbahn hinweist. Der Brief wurde dann noch am selben Tag, nachdem das Verlangen nach Eilzustellung gestrichen worden war, mit der gewöhnlichen Zustellung zum Adressaten gebracht. Dieser jedoch war verreist und der Brief wurde erst nach Rückkehr des Adressaten nach dem 4. Februar 1942 zugestellt.

## Großrohrpost

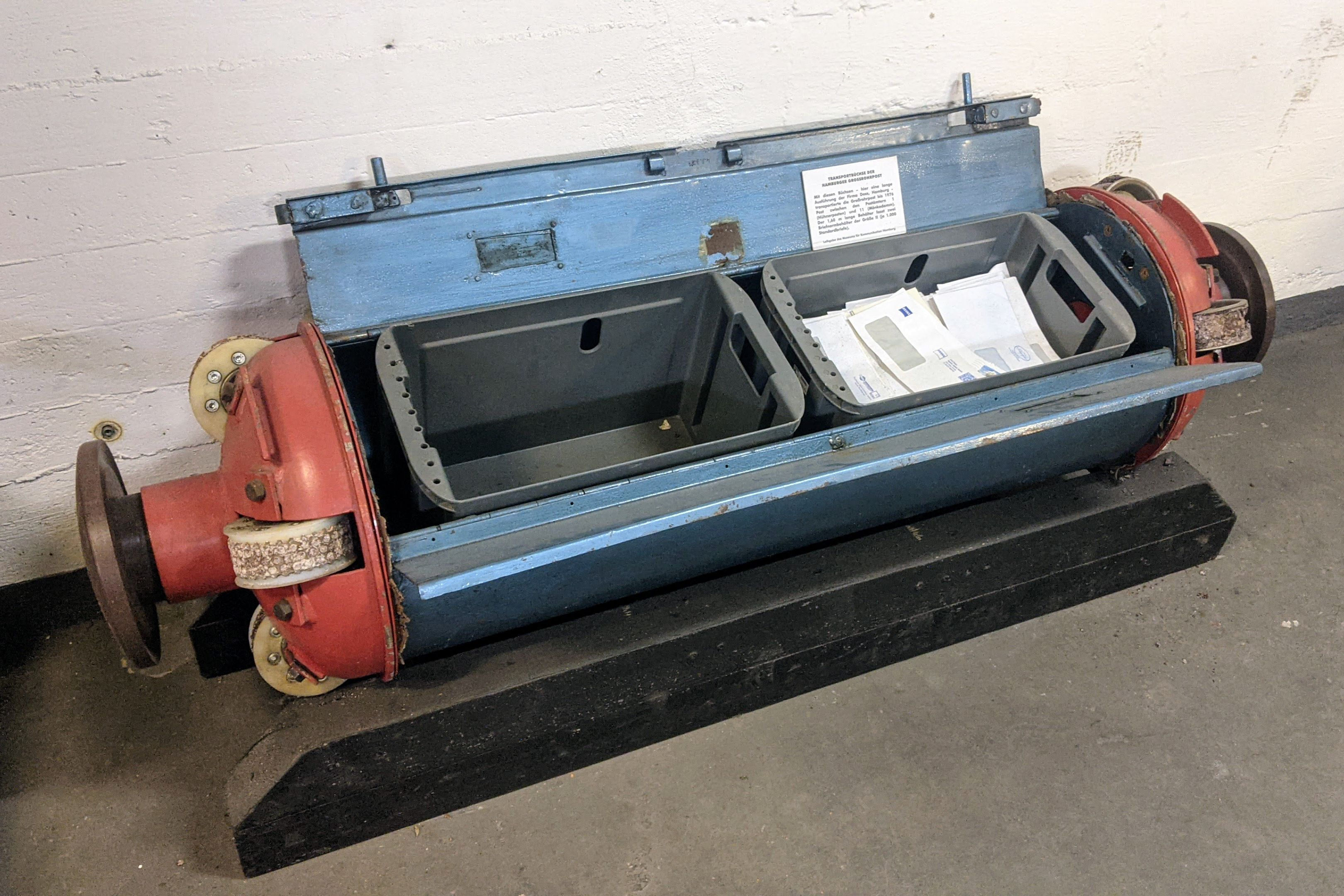
Transportbüchse mit zwei Briefnormbehältern à 1000 Briefen

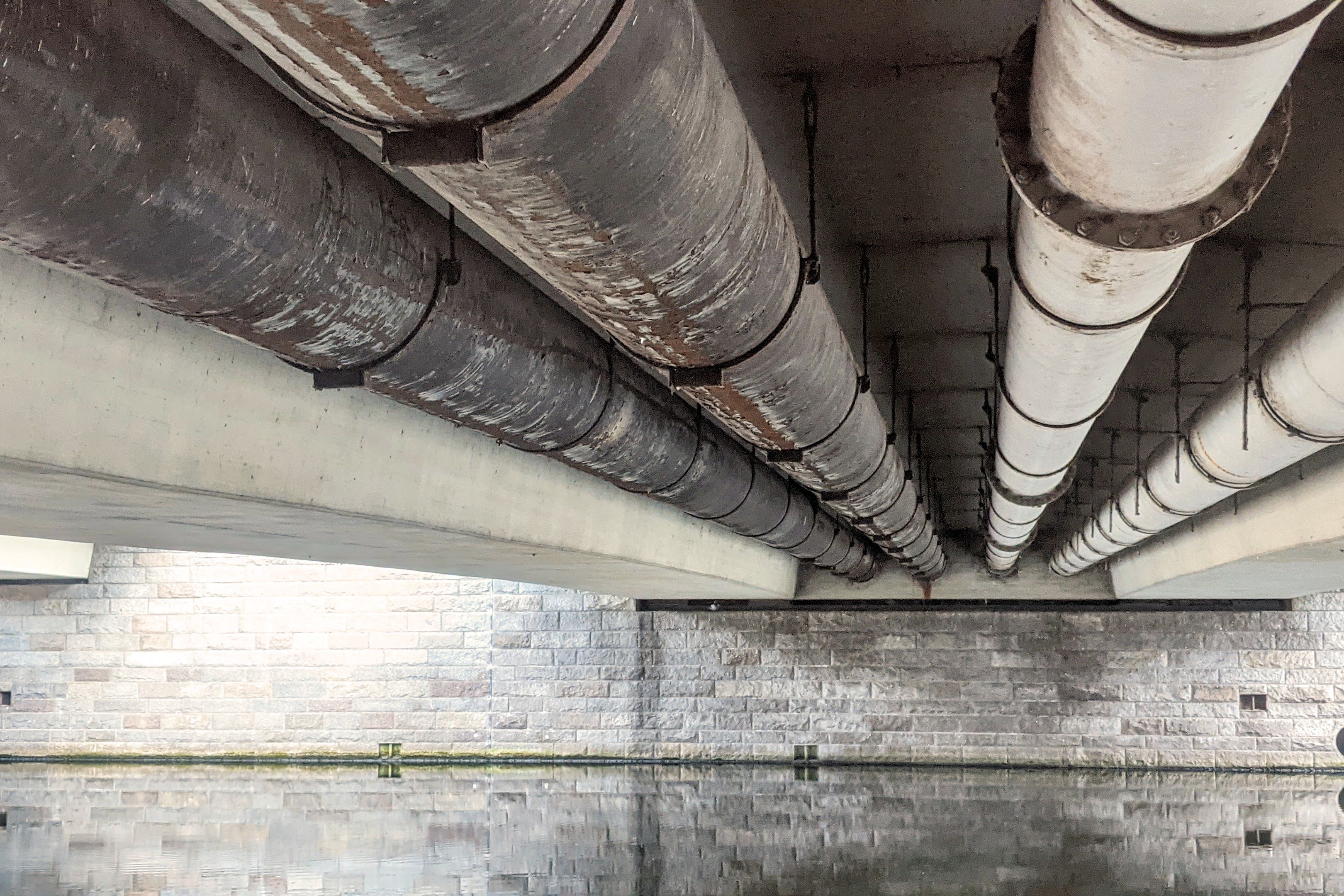
Bauvorleistung unter der Graskellerbrücke: Die dunklen Rohre links sollten eine geplante, aber nie realisierte Strecke der Großrohrpost aufnehmen.

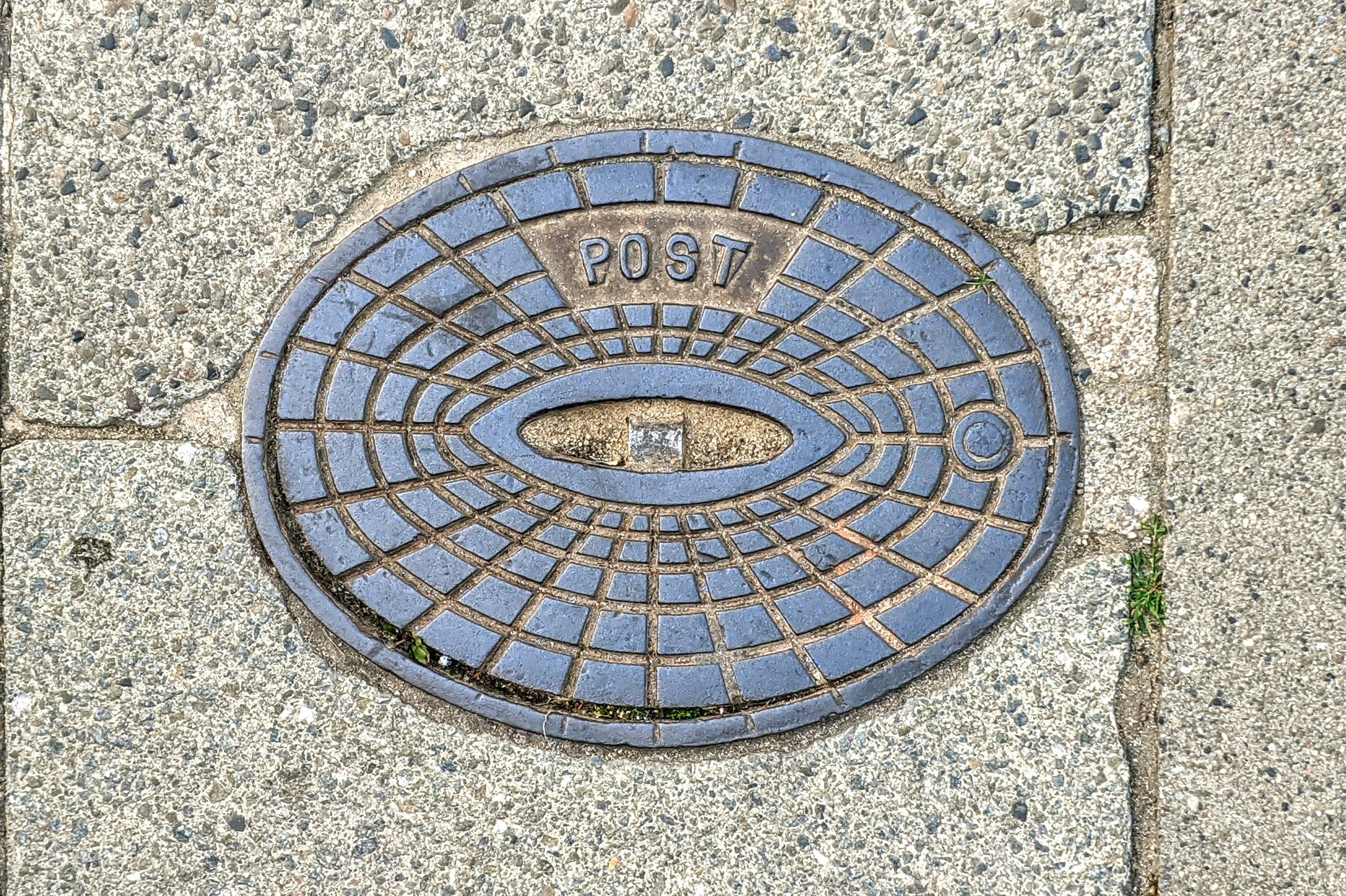
Schachtdeckel der ehemaligen Großrohrpost in der Steinstraße: Über Schächte wie diesen wurde angesammeltes Kondenswasser aus den Fahrrohren abgepumpt.

Entgegen dem allgemeinen Trend zur Schließung der Rohrpostanlagen seit den 1950er (New York, Wien) und 1960er Jahren (Berlin, München, Marseille, Algier) wurde in Hamburg systematisch der Ausbau der Rohrpost als Großrohrpostanlage mit einem Röhrendurchmesser von 45 cm betrieben. Die Wagen hatten eine Länge von 1,60 m und konnten mit bis zu 1000 Sendungen bestückt werden. Ausgangspunkt der Überlegungen zum Bau der Großrohrpost war der immer bedeutender werdende Individualverkehr auf den Straßen, der den raschen Transport der Post zwischen den Ämtern behinderte. Nur ein Transportsystem, das unabhängig von den anderen Verkehrsflüssen funktionierte, schien der neuen Aufgabe gerecht zu werden. Der Hamburger Versuch sollte als Pilotprojekt für andere Städte im Verkehrsgebiet der Bundespost dienen. Baubeginn für die Großrohrpost Hamburg, welche zunächst die Postämtern Hamburg 1, Hamburg 11 und den Flughafen Hamburg miteinander verbinden sollte, war der 13. September 1960. Am 8. Februar 1962 begann der erste Probebetrieb für die 1800 m lange Teilstrecke zwischen den Postämtern 1 und 11. Der Ausbau wurde jedoch durch die Flutkatastrophe 1962 erheblich beeinträchtigt und zurückgeworfen.

Planung der OPD Hamburg vom 8. August 1963 für den Bau der Großrohrpost Hamburg

Im August 1963 war der Versuchsbetrieb so weit vorangeschritten, dass der Bau von insgesamt fünf Linien in Planung genommen wurde:
- Linie I (Wandsbeker Linie): vom Postamt Hamburg 1 über Wandsbek zum Postamt Hamburg 22 (7,6 km)
- Linie II (Flughafenlinie): vom Postamt Hamburg 1 über das Postamt Hamburg 22 zum Flughafen (12,24 km)
- Linie III (Alsterlinie): vom Postamt Hamburg 1 über die Postämter Hamburg 36, Hamburg 20, Hamburg 33 und Hamburg 22 zurück zum Postamt Hamburg 1 (15,08 km)
- Linie IIIa (Altonalinie): vom Postamt Hamburg 1 über die Postämter Hamburg 36, Hamburg Telegraphenamt, Hamburg 19 zum Postsparkassenamt Hamburg (11,8 km)
- Linie IV (Innenstadtlinie): vom Postamt Hamburg 1 über das Postscheckamt Hamburg zum Postamt Hamburg 36 (2,465 km)

Im Oktober 1965 wurde die Gegenlinie der ersten Teillinie in Betrieb genommen, sodass jetzt im Ringverkehr versandt werden konnte. Am 1. Dezember 1965 wurde erstmals „echte“ Post mit der Großrohrpost verschickt.

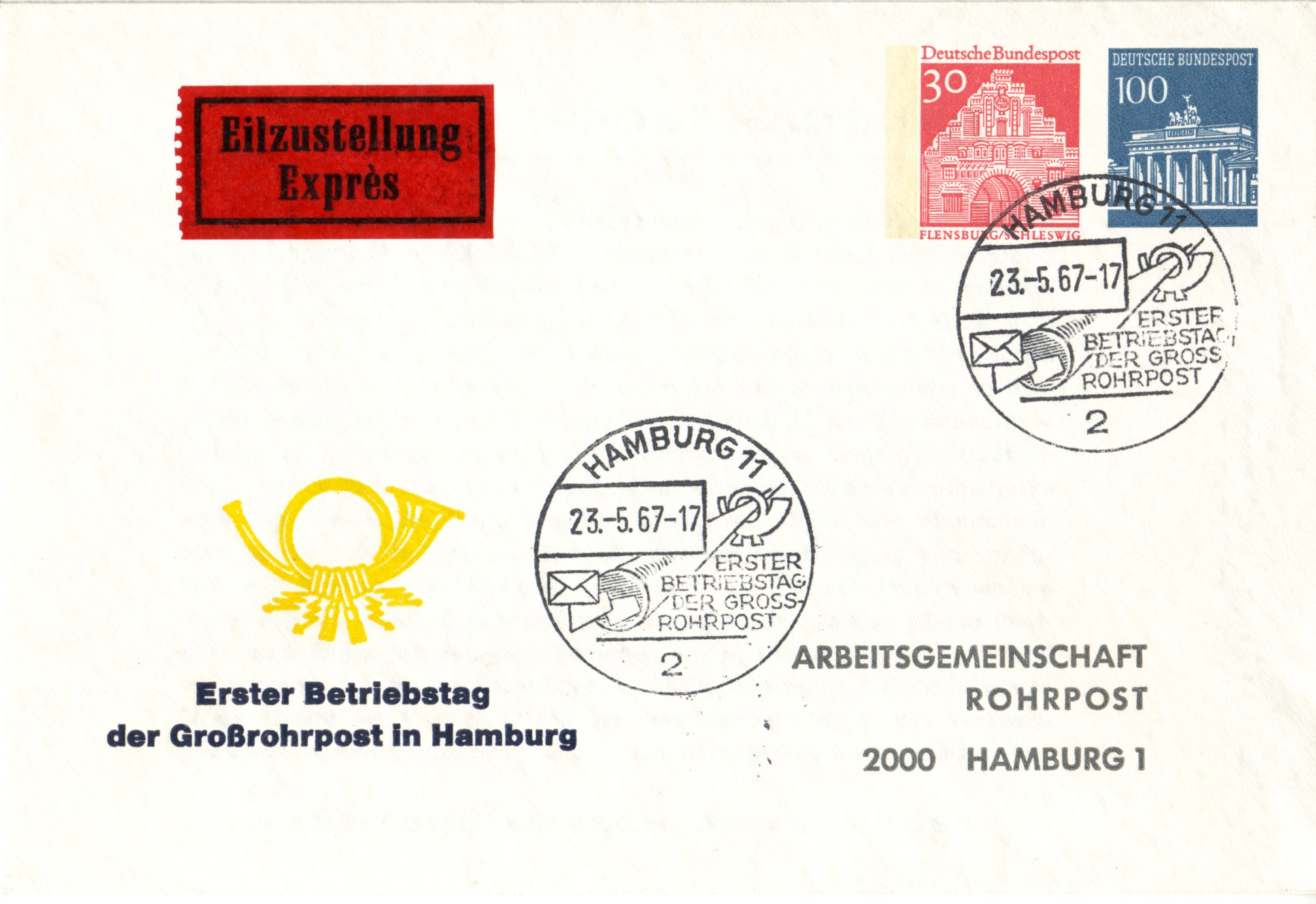
Rohrpost-Eilboten-Orts-Brief vom 23. Mai 1967, befördert mit der Hamburger Großrohrpost

Rückseite des Briefes, welche die Umarbeitung der Sendung in den verschiedenen Stationen anhand der Stempelabschläge zu erkennen gibt

Trotz der Behinderungen beim Bau konnte die Anlage am 23. Mai 1967 als Ringanlage in Betrieb genommen werden. Dadurch konnten Sendungen zugleich in beide Richtungen geschickt werden. So war es möglich, Sendungen, die im Postauto mehr als eine halbe Stunde auf den Straßen Hamburgs unterwegs gewesen wären, innerhalb von 1:30 bis 3 min zu befördern. Da die Erschütterungen des Straßenverkehrs die Anlage immer wieder beschädigten, wurde der Betrieb bereits 1976 eingestellt.